# San Francesco, san Bernardino, san Bartolomeo e san Rocco
San Francesco, san Bernardino, san Bartolomeo e san Rocco è un'opera del pittore veronese Domenico Morone originariamente parte di un polittico realizzato per la chiesa di san Clemente e oggi conservata nel museo di Castelvecchio a Verona a seguito delle demaniazioni del 1812.
È probabile che le tavole siano state dipinte alcuni anni prima del 1481 ossia anteriormente alla realizzazione, da parte di Domenico Morone stesso, della cassa dell'organo della chiesa di San Bernardino a Verona, con cui condividono alcuni aspetti stilistici.
Osservando lo sguardo estatico del San Rocco si ritiene probabile che vi fosse un'altra tavola o una scultura posta di fianco, in posizione centrale, tra lui e il San Bartolomeo.
Le tavole sono state oggetto di restauro nel 1857, da parte di Lorenzo Muttoni, e nel 1908.